# Anna Frost
Anna Heather Frost (* 1. November 1981), Spitzname ″Frosty″, ist eine neuseeländische Trail- und Ultraläuferin.

## Laufkarriere
Anna Frost ist seit 2004 professionelle Läuferin und wurde 2009 Teil des Team Salomon.
2010 gewann sie den Gesamttitel der Skyrunner World Series, mit Siegen bei der Table Mountain Challenge und beim Three Peaks Race.
2012 siegte sie bei der Transvulcania in einer Rekordzeit von 8:11:31. Im gleichen Jahr wurde sie Erste beim Speedgoat 50K in Utah, Zweite beim Ultra Cavalls del Vent in den spanischen Pyrenäen und Erste beim Maxi-Race in Annecy, Frankreich. Im Juni 2013 gewann sie den Trail du Colorado in Réunion.
2014 gewann Frost den Bear 100 Mile Endurace Run in Utah, es war ihr erster Start bei einem 100-Meilen-Lauf. Sie qualifizierte sich dabei für den Hardrock 100 in Colorado, den sie im folgenden Jahr gewann.
Frost wird u. a. von Merrell, Scott Sports und Icebreaker gesponsert.

## Leben
Frost stammt aus Dunedin in Neuseeland und wuchs zeitweise in Papua-Neuguinea auf. Sie ist mit Ron Braselton verheiratet, seit März 2019 sind sie Eltern einer Tochter. Neben ihrem Heimatort lebt sie auch zeitweise in Durango, USA. Zusammen mit ihrem Mann betreibt sie ein Unternehmen mit Reiseangeboten für Trailläufer.
2015 begann das SisuGirls-Projekt mit der Veröffentlichung einer Bücherreihe, die wahre Geschichten von Frauen im Action- und Abenteuersport erzählt. Das erste Buch der Reihe, Fearless Frosty, wurde von Chloe Chick geschrieben und handelt von Anna Frost.

## Sportliche Erfolge (Auswahl)
| Platzierung (F) | Lauf                | Distanz | Datum              | Zeit     |
| 1. Platz        | Travessa de Canillo | 12 km   | 6. Juni 2010       |          |
| 1. Platz        | Chaberton Marathon  | 25,5 km | 1. August 2010     |          |
| 1. Platz        | Transvulcania       | 83 km   | 12. Mai 2012       | 8:11:31  |
| 1. Platz        | Speedgoat 50K       | 50 km   | 28. Juli 2012      | 6:26:23  |
| 1. Platz        | Trail du Colorado   | 38 km   | 16. Juni 2013      | 4:16:25  |
| 1. Platz        | Transvulcania       | 73 km   | 10. Mai 2014       | 8:10:41  |
| 1. Platz        | Speedgoat 50K       | 50 km   | 19. Juli 2014      | 6:42:00  |
| 1. Platz        | Bear 100            | 100 mi  | 26. September 2014 | 20:59:24 |
| 1. Platz        | Hardrock 100        | 100 mi  | 10. Juli 2015      | 28:22:47 |
| 1. Platz        | Hardrock 100        | 100 mi  | 15. Juli 2016      | 29:02:09 |